# Корона королеви Ядвіги

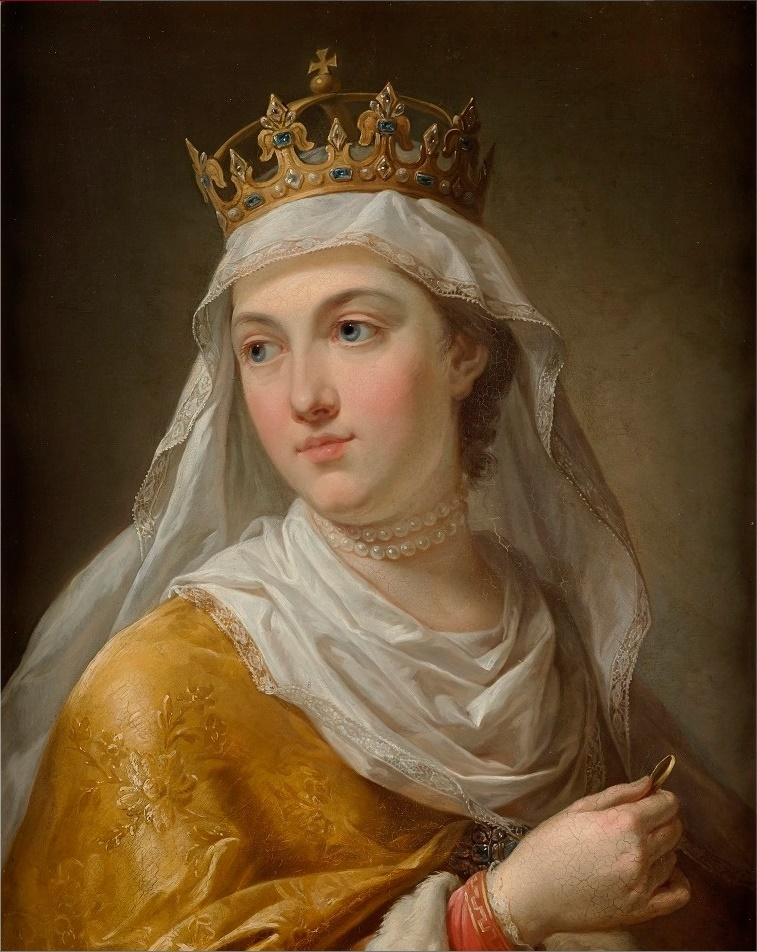
Королева Ядвіга Анжуйська в «короні королеви»

Корона королеви Ядвіги (пол. Korona Jadwigi kaliskiej) — корона, один з коронаційних клейнодів королев Речі Посполитої. Була виготовлена для королеви Польщі Ядвіги Болеславівни у 1320 році.
Служила офіційною коронаційною короною польських королев та королев Речі Посполитої (Польщі, Литви, України, Білорусі) з чотирнадцятого до сімнадцятого століття.
Входила до складу коронних коштовностей Речі Посполитої до її знищення в 1809 р.

## Історія
Корона королеви була одним з коронаційних клейнодів польської королеви, що використовувались під час офіційної церемонії коронації. Виготовлена для королеви Ядвіги Калишської, дружини Владіслава I у 1320 р., для її коронації як королеви-консорта Польщі. Відтоді слугувала головним знаком влади королеви Польщі, а пізніше — королеви Речі Посполитої, аж до кінця XVII століття.
Корона королеви складалася з восьми сегментів, кожен з яких увінчаний геральдичною лілією, перемежованими меншими вершинами; все це було закрите двома луками, на перетині яких розміщена куля з рівнобедреним хрестом.
Відповідно до опису Королівської скарбниці Вавеля у XVIII столітті, корона була прикрашена 40 рубінами, 40 сапфірами та 63 перлами. Однак опис XVI століття свідчить, що корона була оздоблена більшою кількістю коштовного каміння; і що їх кількість, якість та вартість була більшою, ніж на короні Болеслава Хороброго.
У XVIII столітті корона була зображена на портреті Святої королеви Польщі, Литви і Русі Ядвіги Анжуйської, роботи Марчелло Баччареллі, намальованому для оздоблення Мармурової кімнати у Королівському замку у Варшаві.
Це була одна з п'яти королівських корон Речі Посполитої (корона королеви, Угорська корона, Омажиальна корона, Московитська корона, Шведська корона) яку в жовтні 1795 року викрали з замку Вавель прусські війська, що покидали Краків.
До 1809 року перебувала в берлінському казначействі Гогенцоллерів. Пізніше її, як і решту королівських клейнодів Речі Посполитої, розібрали й переплавили. Пруський король карбував монети з отриманого з корон золота в 1811 році та продавав дорогоцінні камені.

## Короновані королеви
Королеви Польщі та Королеви Речі Посполитої, які були короновані короною королеви Ядвіги:
- 1320 Ядвіга Болеславівна
- 1333 Альдона Гедимінівна
- 1341 Аделаїда Геська
- 1365 Ядвіга Жаганська
- 1417 Ельжбета Грановська
- 1424 Софія Гольшанська
- 1454 Єлизавета Габсбург
- 1512 Барбара Запольська
- 1518 Бона Сфорца
- 1543 Єлизавета Габсбург
- 1550 Варвара Радзивілл
- 1553 Катерина Габсбург
- 1592 Ганна Габсбург
- 1605 Констанція Габсбург
- 1637 Цецилія-Рената Габсбург
- 1647 Марія Луїза Гонзага
- 1670 Елеонора Марія Габсбург
- 1676 Марія Казимира